# Ernest Groosman
Ernestinus Florimond (Ernest) Groosman (Ovezande, 21 juli 1917 - Rotterdam, 15 december 1999) was een Nederlandse architect die bekend is als vertegenwoordiger van de wederopbouwarchitectuur, hoofdzakelijk in Rotterdam.
In 1948 richtte Groosman met hulp van Willem van Tijen zijn Architectenbureau E.F. Groosman op. Het bureau maakte veelal gebruik van prefabelementen voor woningbouw, zoals Coignet of MuWi, waardoor snel hele woonwijken gebouwd konden worden. Voorbeelden hiervan waar Groosman aan mee heeft gewerkt zijn De Reit in Tilburg, de Europawijk en Schalkwijk in Haarlem en Tarthorst in Wageningen.
Voor de Rotterdamse wijk Pendrecht ontwierp Groosman tussen 1958 en 1960 zestien portiekflats. Deze Groosmanflats waren destijds een toonbeeld voor de wederopbouwarchitectuur en werden snel bewoond, maar met het veranderen van woonwensen nam de aantrekkelijkheid en bruikbaarheid van de gebouwen in de loop der jaren af. Tussen 2007 en 2013 zijn deze flats bij de herstructurering afgebroken en vervangen door eengezinswoningen. Dwars door het nieuwbouwgebied is een voetpad aangelegd dat de plekken kruist waar de Groosmanflats hebben gestaan. Op voorstel van een wijkbewoner heeft dit pad de naam Ovezandepad gekregen, als indirect eerbetoon aan Ernest Groosman. Op 19 april 2011 is het eerste stukje van het Ovezandepad officieel opgeleverd, waarbij ook een nazaat van Ernest Groosman aanwezig was.
In 1977 werd Groosman benoemd tot erelid van de American Institute of Architects.

## Werken (selectie)
- Zuidpleinflat, Rotterdam (1948)
- Parkflat, Rotterdam (1948)
- Winkelcentrum Presikhaaf, Arnhem (1965)
- Rotterdam Ahoy, Rotterdam (1968)
- C&A Winkelcentrum Overvecht, Utrecht (1970)
- Alpha Hotel (nu Novotel), Amsterdam (1971)

## Galerij

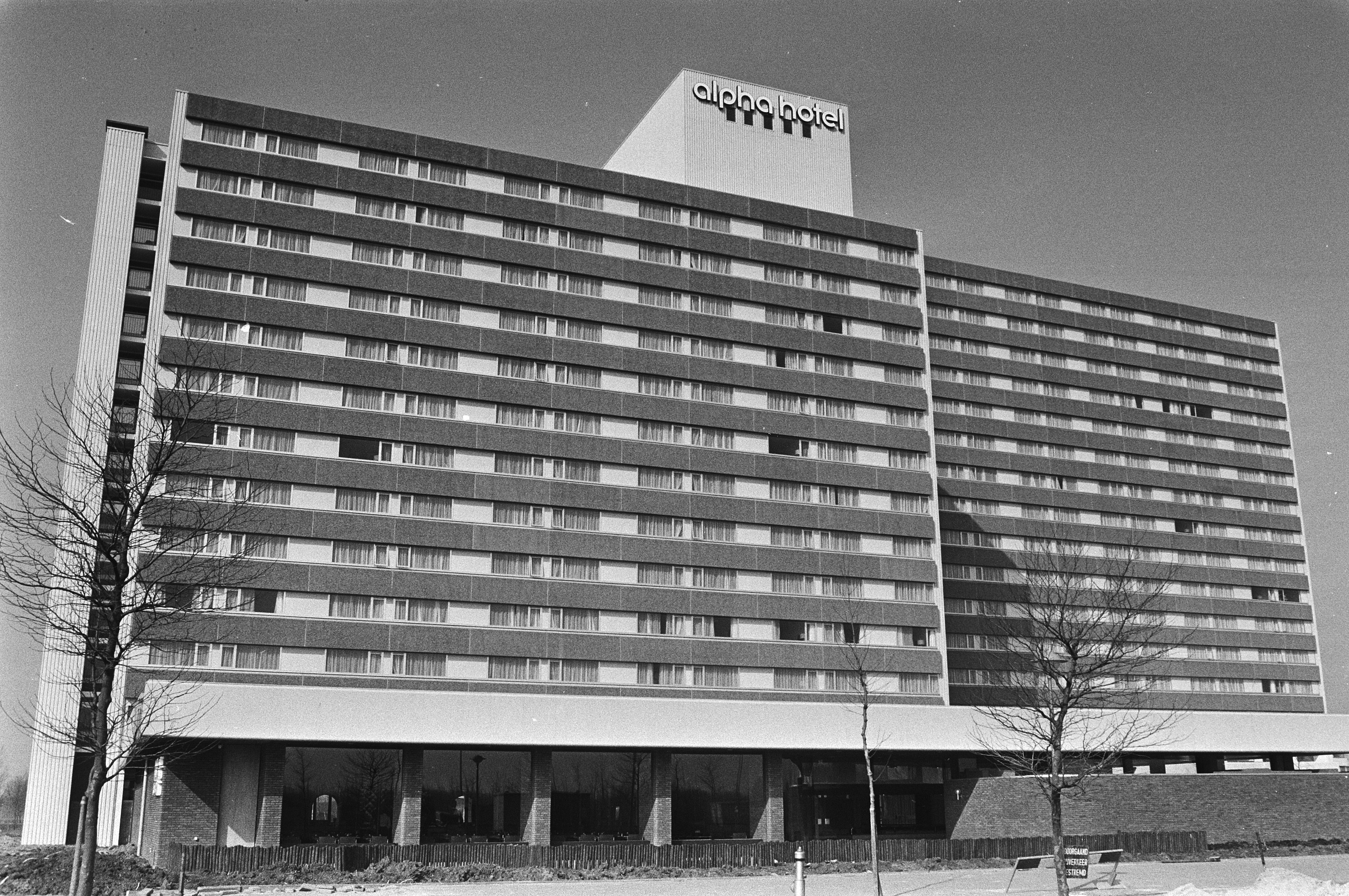
Alphahotel, tegenwoordig Novotel Amsterdam City
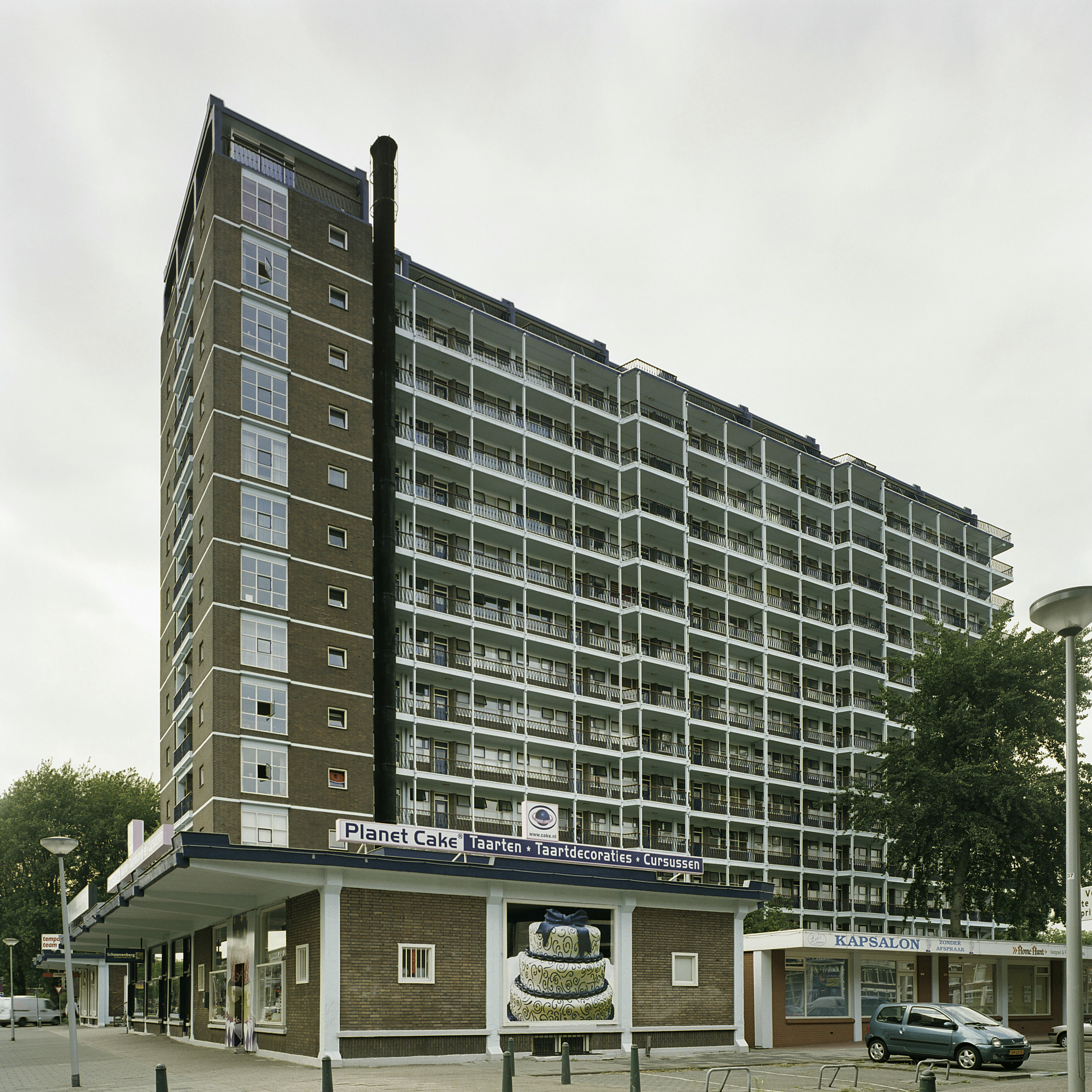
Zuidpleinflat
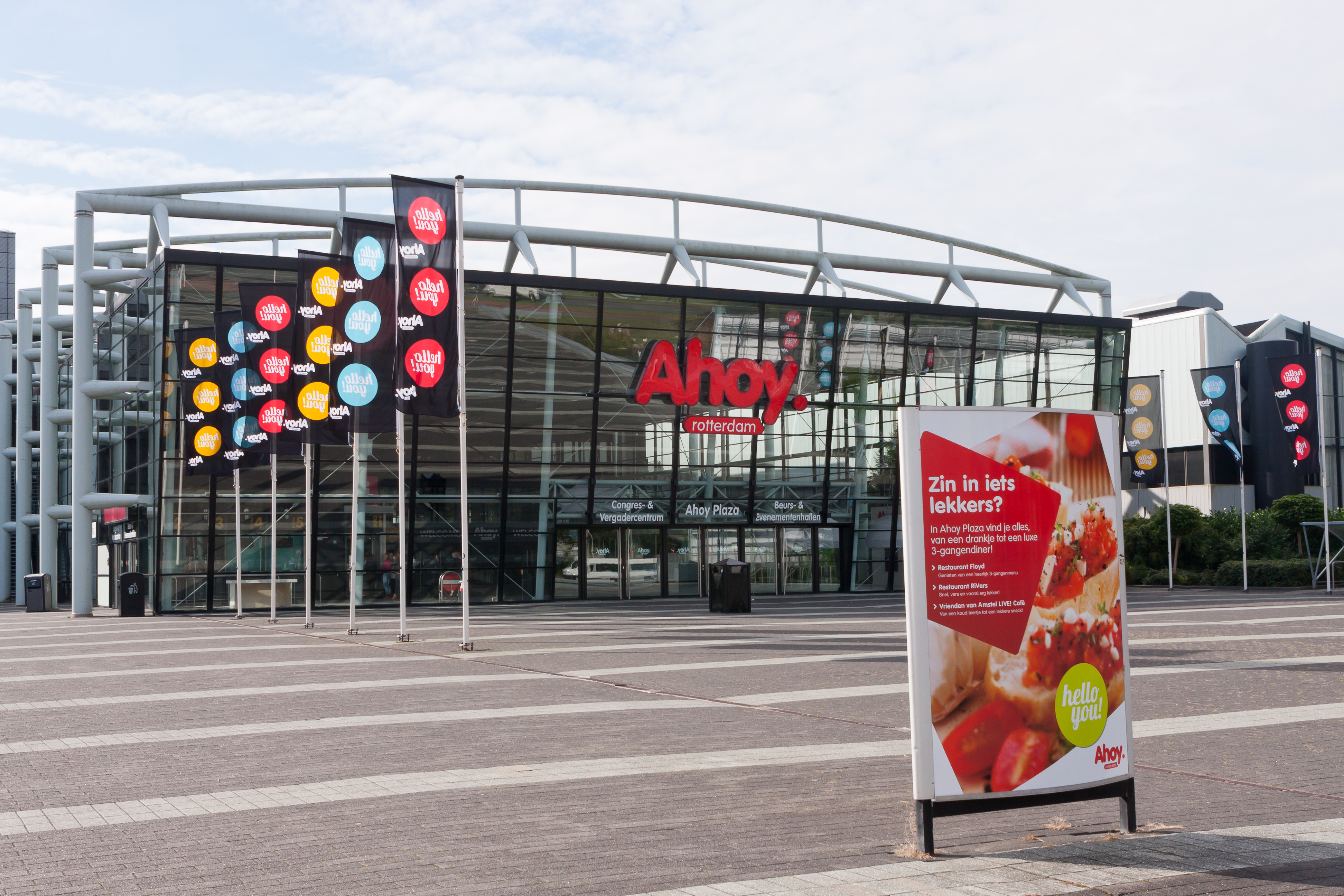
Rotterdam Ahoy
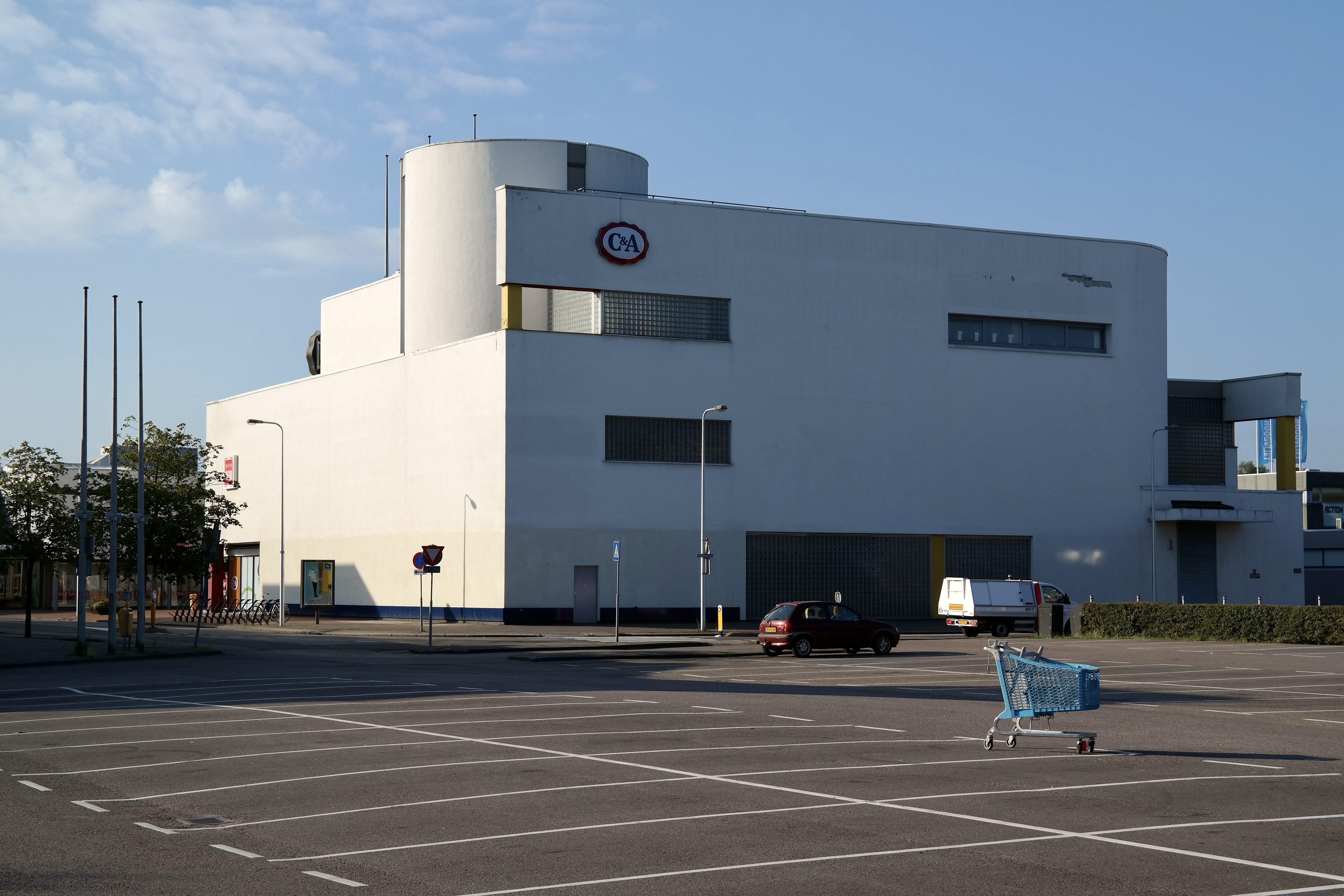
C&A, Utrecht Overvecht